# Stor-Nartok
Stor-Nartok är en sjö i Arjeplogs kommun och Sorsele kommun i Lappland och ingår i Umeälvens huvudavrinningsområde. Sjön har en area på 0,753 kvadratkilometer och ligger 412 meter över havet. Stor-Nartok ligger i Vindelälven Natura 2000-område. Sjön avvattnas av vattendraget Nartokbäcken.

## Delavrinningsområde
Stor-Nartok ingår i det delavrinningsområde (727893-160251) som SMHI kallar för Utloppet av Stor-Nartok. Medelhöjden är 416 meter över havet och ytan är 3,22 kvadratkilometer. Räknas de 9 avrinningsområdena uppströms in blir den ackumulerade arean 49,91 kvadratkilometer. Nartokbäcken som avvattnar avrinningsområdet har biflödesordning 4, vilket innebär att vattnet flödar genom totalt 4 vattendrag innan det når havet efter 325 kilometer. Avrinningsområdet består mestadels av skog (23 procent) och sankmarker (54 procent). Avrinningsområdet har 0,75 kvadratkilometer vattenytor vilket ger det en sjöprocent på 23,1 procent.